# Walther von Seydlitz-Kurzbach
Walther von Seydlitz-Kurzbach, né le 22 août 1888 à Hambourg et mort le 28 avril 1976 à Brême, est un lieutenant allemand durant la Première Guerre mondiale puis un General der Artillerie au cours de la Seconde Guerre mondiale. Fait prisonnier après la défaite de Stalingrad, il collabore entre 1943 et 1945 avec le pouvoir soviétique pour inciter les soldats allemands prisonniers à créer une armée de libération antinazie.

## Biographie
Seydlitz-Kurzbach est un descendant du général Friedrich Wilhelm von Seydlitz (1721 – 1773). Il est le fils du Generalleutnant Alexander von Seydlitz-Kurzbach (de) (1847-1935).
Pendant le premier conflit mondial, il sert dans le 36e régiment d'artillerie de campagne tant sur le front ouest que sur le front est.
Pendant la république de Weimar, il commande la 12e division d'infanterie.

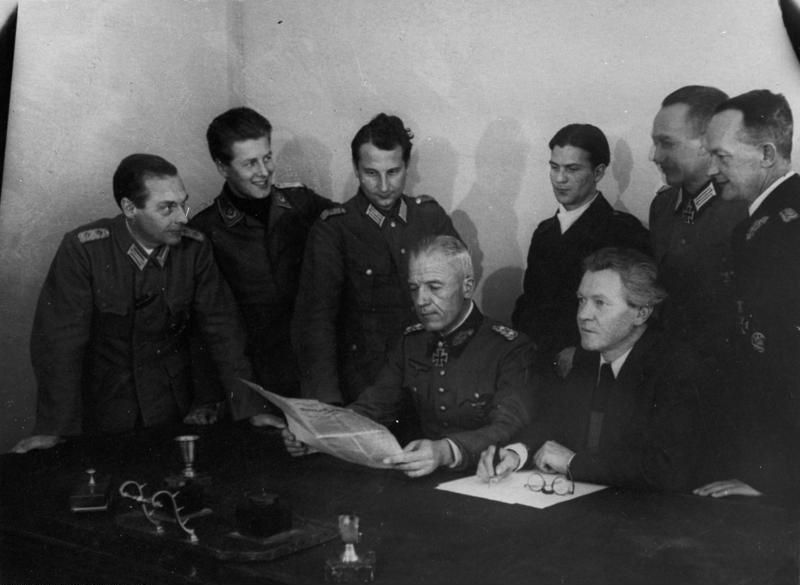
En Union soviétique, au siège du NKFD en 1943, de gauche à droite : Oberst van Hooven, Oberleutnant von Einsiedel, Major Hetz, General von Seydlitz-Kurzbach (assis à gauche), soldat Zippel, Erich Weinert (assis à droite), Oberst Steidle, General Lattmann.

Lors de la Seconde Guerre mondiale, il réussit à sortir ses troupes encerclées de la poche de Demyansk au début de l'année 1942. En permission à Kœnigsberg jusqu'au 9 mai 1942, il gagne Kharkov, où il prend la tête du LI. Armeekorps au sein de la 6. Armee. Il participe ainsi à la bataille de Kharkov - Izioum qui commence le 12 mai, puis à l'offensive allemande d'été démarrée le 28 juin, menant à la bataille de Stalingrad. Lors de l'opération Uranus déclenchée le 19 novembre et qui voit les Soviétiques encercler les Allemands, il est l'un des officiers qui suggèrent une sortie massive, en contradiction avec les ordres de Hitler. Il est capturé au début du mois de février 1943 lorsque l’armée du Generalfeldmarschall Paulus se rend aux Soviétiques à Stalingrad.
Prisonnier de guerre, il devient le responsable du Bund Deutscher Offiziere, une organisation anti-nazie d'officiers, et un membre du Nationalkomitee Freies Deutschland (NKFD). Il est utilisé par la propagande soviétique pour inciter les soldats allemands à se rendre pour accélérer la fin de la guerre. Il est, pour cette raison, condamné par contumace et sa famille subit la Sippenhaft.
Après la guerre, comme il est peu enclin à collaborer avec les nouvelles autorités de la zone d'occupation soviétique, ses anciens protecteurs l'accusent de crimes de guerre et il est condamné à mort en 1950, puis sa peine est commuée en 25 ans de travaux forcés. Finalement libéré en 1955, il passe en Allemagne de l'Ouest où sa condamnation par le Troisième Reich est par la suite annulée. Il retrouve sa femme qu'il n'avait pas vue depuis son départ de Kœnigsberg au printemps 1942. Il meurt à Brême en 1976.
En 1996, les autorités russes lui accordent une grâce posthume.

## Décorations
- Croix de fer (1914) II. et I. Classe[5]
- Croix de chevalier de l'ordre royal de Hohenzollern mit Schwertern[5]
- Croix hanséatique de Hambourg[5]
- Insigne des blessés (1918) en argent[5]
- Médaille de service de longue durée de la Wehrmacht 4e à 1re classe
- Agrafe de la croix de fer
  - 2e classe le 17 mai 1940
  - 1re classe le 22 mai 1940
- Croix de chevalier de la croix de fer avec feuilles de chêne[6]
  - Croix de chevalier le 31 décembre 1941
  - 54e feuilles de chêne le 31 décembre 1942